# Comuna Reabiivka, Volociîsk
Reabiivka (în ucraineană Рябіївка) este o comună în raionul Volociîsk, regiunea Hmelnîțkîi, Ucraina, formată din satele Honorivka și Reabiivka (reședința).

## Demografie
Componența lingvistică a comunei Reabiivka
     Ucraineană (98,59%)
     Rusă (1,41%)
Conform recensământului din 2001, majoritatea populației comunei Reabiivka era vorbitoare de ucraineană (98,59%), existând în minoritate și vorbitori de rusă (1,41%).